# Altos Alpes
Altos Alpes (05; en francés Hautes-Alpes, en occitano Auts Aups) es un departamento francés situado en la región de Provenza-Alpes-Costa Azul. Su gentilicio en francés es Haut-Alpins.

## Geografía
- Limita al norte con Isère y Saboya, al este con la región italiana de Piamonte, al sur con Alpes de Alta Provenza, y al oeste con Drôme.
- Es el departamento más alto de Francia por su altitud media. La altitud media de las comunas supera los 1.000 m. Saint-Véran es el municipio habitado a mayor altura de Europa (2.042 m), Gap (783 m) es la prefectura más alta de Francia, y Briançon es la segunda ciudad más alta de Europa (1.326 m), solo superada por Davos (Suiza), y la subprefectura más alta de Francia.
- Punto más elevado: Barre des Écrins (4.102 m), en el límite con Isère, punto más elevado de Francia antes de la anexión de Saboya.
- Otras cimas: La Meije (3.983 m), Sommets d'Ailefroide (3.953 m), Mont-Pelvoux (3.946 m), Pic Gaspard (3.883 m), Pic de Neige-Cordier (3.613 m).
- Carretera a mayor altura: Col d'Agnel (2.744 m), en la frontera italiana. Otro de los muchos puertos de montaña altoalpinos es el Galibier (2.645 m).
- Punto más bajo: salida del Buëch (470 m).
- Mayor lago: Serre-Ponçon (30 km²), artificial.
- Principales cursos de agua: Durance, Buëch, Drac, Clarée, Séveraisse
- Vallée Étroite: separada del resto del departamento por el Col de l'Échelle (1.790 m), su vertiente se dirige hacia Bardonecchia (Italia), por lo que es una de las pocas partes del territorio francés que forma parte de la cuenca del Po, y por tanto de la del mar Adriático. Esta situación se originó por las reparaciones de guerra, en 1947.

## Demografía
| 1801    | 1831    | 1841    | 1851    | 1856    | 1861    | 1866    |         |
| ------- | ------- | ------- | ------- | ------- | ------- | ------- | ------- |
| 112.500 | 129.102 | 132.584 | 132.038 | 129.556 | 125.100 | 122.117 |         |
| 1872    | 1876    | 1881    | 1886    | 1891    | 1896    | 1901    |         |
| 118.898 | 119.094 | 121.787 | 122.924 | 115.522 | 113.229 | 109.510 |         |
| 1906    | 1911    | 1921    | 1926    | 1931    | 1936    | 1946    |         |
| 107.498 | 105.083 | 89.275  | 87.963  | 87.566  | 88.210  | 84.932  |         |
| 1954    | 1962    | 1968    | 1975    | 1982    | 1990    | 1999    | 2010    |
| 85.067  | 87.436  | 91.790  | 97.358  | 105.070 | 113.300 | 121.419 | 136.971 |

Notas a la tabla:
- En 1811 el cantón de Barcelonnette paso de los Bajos Alpes a los Altos Alpes.
- El 10 de febrero de 1947, en virtud del Tratado de París, se produjo una modificación de límites entre Francia e Italia. El departamento de Altos Alpes recibió la parte sur del Mont Thabor (Vallée Étroite), y la zona del Mont Chaberton y Montgenèvre.

Las mayores ciudades del departamento son (datos del censo de 2010):
- Gap: 39.744 habitantes; 44.773 en la aglomeración.
- Briançon: 11.627 habitantes, 16.046 en la aglomeración.